# Stefan Olsdal
 (octobre 2022).
Si vous disposez d'ouvrages ou d'articles de référence ou si vous connaissez des sites web de qualité traitant du thème abordé ici, merci de compléter l'article en donnant les références utiles à sa vérifiabilité et en les liant à la section « Notes et références ».
Stefan Olsdal est un musicien suédois né le 31 mars 1974, membre et cofondateur (avec Brian Molko) du groupe Placebo. Il est également membre du groupe Hotel Persona et Digital 21 + Stefan Olsdal.

## Biographie
Stefan Olsdal est né le 31 mars 1974 à Göteborg. Il passe son adolescence au Luxembourg, inscrit dans la même école privée que Brian Molko qu’il ne fréquente pas encore à l’époque. Il est un athlète accompli et sa grande taille l’avantage dans l’équipe scolaire où il pratique le basket-ball, son sport favori. Il commence donc à s’intéresser à des groupes comme Iron Maiden ou Slayer et s’essaie à la batterie : en 1987 il est le batteur de l’orchestre de son collège puis il apprend le piano, la guitare et enfin la basse, domaine où il excelle. Sa première basse est une Fender Precision comme celle de Steve Harris, bassiste d’Iron Maiden, qu’il admire profondément.  Il joue maintenant sur une basse Charger, fabriquée par les luthiers TAO Guitars à Bruxelles. Il est un grand fan d’Abba mais en matière de musique il fait preuve d’un certain éclectisme ; en effet, il écoute aussi Depeche Mode et Björk à côté des groupes de métal qu’il a découverts pendant son adolescence.
Après le Luxembourg, il retourne quelque temps en Suède pour terminer ses études à côté desquelles il devient membre d’un groupe : Doctor Zhivago. Par la suite il suit ses parents à Londres, où il perfectionne son jeu au très réputé Musicians Institute dans l’East End londonien où il acquiert une approche très technique de la musique. Il apprend donc le solfège et toutes les règles de la musique et est le seul membre de Placebo à savoir lire et écrire des partitions. D'ailleurs, à ce sujet Brian Molko confie : « il est capable de reconnaître la note que lance un klaxon de voiture dans la rue ». En parallèle à ses études, il fait des petits boulots pour arrondir ses fins de mois parfois difficiles, et devient, entre autres, laveur de taxis.
Ayant suivi une partie de ses études au Luxembourg et en Angleterre, il maîtrise naturellement le suédois, sa langue maternelle, mais aussi l’anglais, l’allemand, l'espagnol et le français. Il est ouvertement homosexuel, ce qu'il confie dans un article du Melody Maker en 1996.

### Placebo

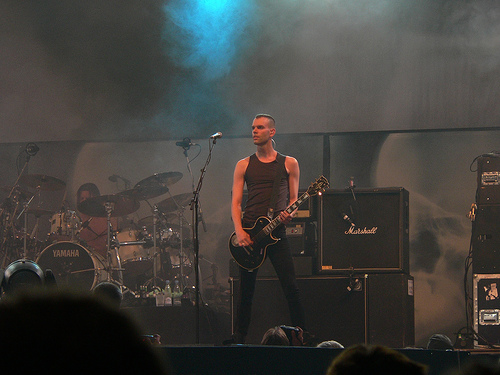
Stefan Olsdal en juillet 2006

Un matin de 1994 alors qu’il est dans le métro londonien pour rentrer chez lui, Stefan rencontre, par le plus grand des hasards, Brian Molko qu’il avait perdu de vue depuis le Luxembourg. Celui-ci lui raconte ses débuts musicaux dans divers clubs londoniens et l’invite même à l’accompagner au show qu’il doit donner le soir même au « Round the bell ». Plus par politesse que par réelle envie, Stefan accepte et se rend donc au club où Brian se produit avec un batteur, Steve Hewitt. À la fin de la soirée, séduit par la prestation de Brian, Stefan lui propose de former un groupe rock et de commencer à travailler avec lui sur les premières démos de Placebo (ce nom n'était à l'époque pas encore confirmé)
C'est un ami d'enfance de Stefan Olsdal qui devient le premier batteur de Placebo: Robert Schultzberg. À cette époque, sur scène, Stefan ne joue alors que de la basse. Ce n'est qu'à partir de la tournée succédant à l'album Without You I'm Nothing qu'il se met à la guitare sur scène, William Lloyd prenant alors le relais de la basse. Derrière le leader Brian Molko, Stefan est le numéro deux de Placebo, mais prend une place tout à fait prépondérante dans la composition des morceaux. Dans une entrevue donnée à l'émission Nulle part ailleurs en 2000, Steve Hewitt avait répondu à la question "Qu'est-ce que Placebo?" : "Brian et Stefan". En effet "l'esprit" Placebo est véritablement incarné par Brian Molko et Stefan Olsdal, noyau dur et inchangé du groupe depuis sa formation en 1994.

### Hotel Persona
Stefan Olsdal s'est investi dans un projet musical d'abord nommé Material puis rebaptisé Hotel Persona en compagnie des Espagnols David Amen et Javier Solo. Olsdal et Amen furent les instigateurs de ce groupe en se produisant en tant que DJ ; Solo fut recruté pour chanter les textes en espagnol alors qu'Olsdal interprète les textes anglais. Hotel Persona a sorti son premier album En las nubes en 2008, avec la collaboration d'artistes reconnus comme Alaska, Brian Molko, Miguel Bosé et Samantha Fox.
Stefan Olsdal considère son activité au sein d'Hotel Persona comme secondaire. Composés en dilettante, les morceaux d'Hotel persona sont beaucoup plus électroniques et pop que ceux qu'il peut composer au sein de Placebo. "Lorsque j'écris une chanson, elle passe toujours par Brian (Molko) [...] ; s'il la sent, alors ça devient une chanson de placebo, sinon c'est pour Hotel Persona.".

### Digital 21 + Stefan Olsdal
En 2012, Stefan Olsdal s'allie avec le vétéran de la musique électronique espagnol Digital 21 (Miguel Lopez Mora) pour créer Digital 21 + Stefan Olsdal. 
Étant deux amoureux de la musique électronique et de la musique classique, ils décident de mixer ces deux genres musicaux. Ils incorporent donc un quatuor à cordes (ainsi que d'autres instruments issus de la musique classique) dans leurs créations électroniques et lors de leurs concerts, créant une facette expérimentale à leur collaboration. 
Ensemble, ils ont d'abord créé un premier EP, Rebellion Ep. Ensuite ils ont sorti 2 albums, Inside (2017) et Complex (2021),, ce dernier ayant été victime de plusieurs reports à cause de la pandémie de COVID-19. Dans ces deux albums, ils mettent en valeur des voix féminines comme Margret Rang (Vök), Helen Feng (Nova Heart), Cuushe, Julienne Dessagne (Fantastic Twins), Caroline Devine, Katrína Mogensen, Soleil et Alissa Janine Wollman,.
Au fil de leurs années de collaborations, le groupe a créé de nombreuses compositions instrumentales qui s'éloignent de leurs compositions habituelles. En 2020, ils décident alors de créer un projet différent appelé Made For Humans. Leur souhait est de créer des chansons ayant toutes leur propre identité pour permettre aux personnes qui les écoutent de s'évader de là où ils sont. Selon eux, "la musique permet de voyager". Ils sortent leur premier album et leur premier EP la même année. Un deuxième album est sorti le 17 novembre 2023, Made For Humans II.  

## Discographie

### Placebo
- 1996: Placebo
- 1998: Without You I'm Nothing
- 2000: Black Market Music
- 2003: Sleeping with Ghosts
- 2006: Meds
- 2009: Battle for the Sun
- 2013: Loud Like Love
- 2022 : Never Let Me Go

### Hotel Persona
- Sous le nom Material, remixe I do de Placebo et kinship de United
- 2008: En las nubes (In the clouds)

### Digital 21 + Stefan Olsdal
- Rebellion EP (2015)
- Inside (2017)
- Complex (2021)

### Made For Humans
- Made For Humans (2020)
- Open Forest EP (2020)
- Made For Humans II (2023)

### Collaborations
- 2014: Travaille actuellement sur le nouvel album de Lantana_(singer) comme producteur, arrangeur, musicien et mixing.
- 2013: El Encanto (EP) pour Lantana_(singer): Musicien et mixer.
- 2013: La noche de los muertos vivientes (Single) pour Lantana_ (singer): Producteur, musicien, mixing et mastering.
- 2000: Joue du clavier sur l'album Understand Music de AC Acoustics
- 2003 : Accompagne les Eagles of Death Metal au cours de leurs premières parties de la tournée américaine de Placebo
- 2006 : Travaille sur le titre Nada Más Que Añadir pour Fangoria
- 2006 : Travaille sur l'album Thirteen de The Teenagers
- 2007 : Joue sur Hazlo Así et Necesito Más pour SPAM
- 2007: Siempre - Hôtel Persona (Remix) pour Lantana_(singer).

## Filmographie
Apparition dans :
- 1998 : Velvet Goldmine de Todd Haynes : Bass Guitar (Polly Small's Band)